# كنعان عتيق
كنعان عتيق (بالتركية: Kenan Atik)‏ هو مدرب كرة قدم ولاعب كرة قدم تركي في مركز الوسط، ولد في 20 مايو 1965 في دنيزلي في تركيا. لعب مع دينيزلي سبور.

## وصلات خارجية
- كنعان عتيق على موقع اتحاد تركيا (لاعب) (الإنجليزية)
- كنعان عتيق على موقع اتحاد تركيا (مدرب) (الإنجليزية)
- كنعان عتيق على موقع قاعدة بيانات كرة القدم.إي يو (الإنجليزية)